# Chiesa di San Francesco (Vernazza)
La chiesa di San Francesco o dei Frati è un luogo di culto cattolico nel comune di Vernazza, in via San Francesco, in provincia della Spezia. Alla chiesa è connesso l'antico convento dell'ordine francescano, oggi sede del municipio.

## Storia e descrizione

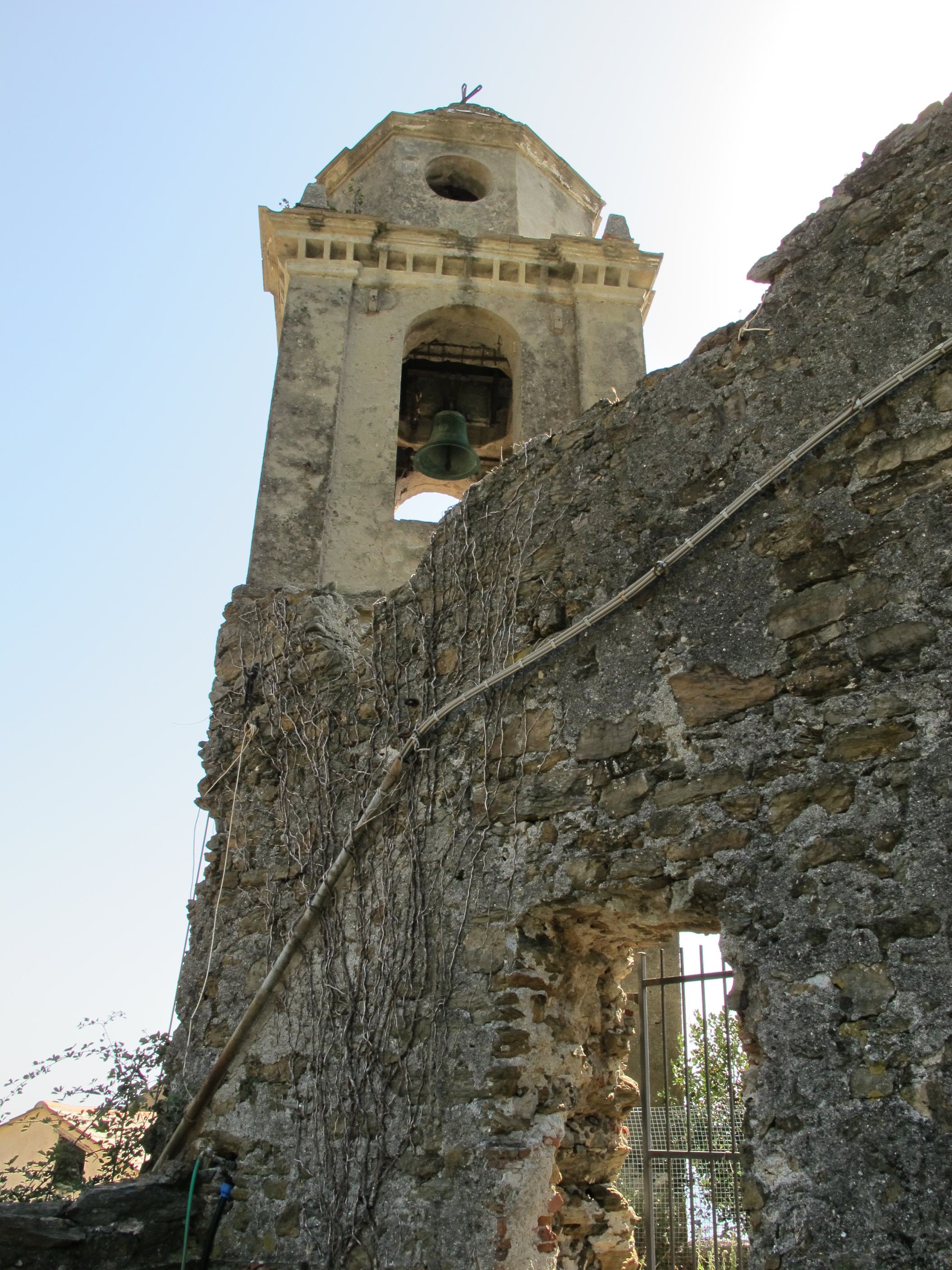
Particolare del campanile e delle mura genovesi

Per espressa richiesta della popolazione di Vernazza, la nuova chiesa per ospitare l'ordine religioso dei frati Minori Osservanti fu edificata nella metà del XVII secolo.
Esternamente la chiesa presenta un aspetto molto semplice, tipico degli elementi architettonici francescani, con una facciata a capanna scandita da una vetrata a mo' di rosone e un portale in marmo scolpito a festoni.

L'interno è caratterizzato da una sola navata e accoglie, nello spessore dei muri laterali, quattro cappelle decorate con stucchi. Il sottosuolo, appena sotto il pavimento, fungeva da zona sepolcrale e ben quattordici sono le tombe ivi ritrovate, probabilmente di monaci confratelli. 
L'annesso convento, caratterizzato dal chiostro, è la sede odierna del Municipio, mentre il restante complesso viene utilizzato come sede d'esposizioni d'arte o di rappresentazioni musicali e teatrali. 
L'attiguo campanile, dotato di orologio, a base quadrata è sormontato da una cuspide a pianta ottagonale ed una cupoletta.
Nella zona occidentale del complesso sono visibili le mura genovesi che cingono a cuneo il borgo.